# Измайловка (Донецкая область)
Измайловка (укр. Ізмайлівка) — село на Украине, находится в Покровском районе Донецкой области.
Код КОАТУУ — 1423385404. Население по переписи 2001 года составляет 199 человек. Почтовый индекс — 85610. Телефонный код — 6278.
27 октября 2024 года село было взято под контроль ВС РФ.

## Адрес местного совета
85610, Донецкая область, Марьинский р-н, с.Новоселидовка, ул.Ленина, 1а[обновить данные]